# Восстание Ната Тёрнера

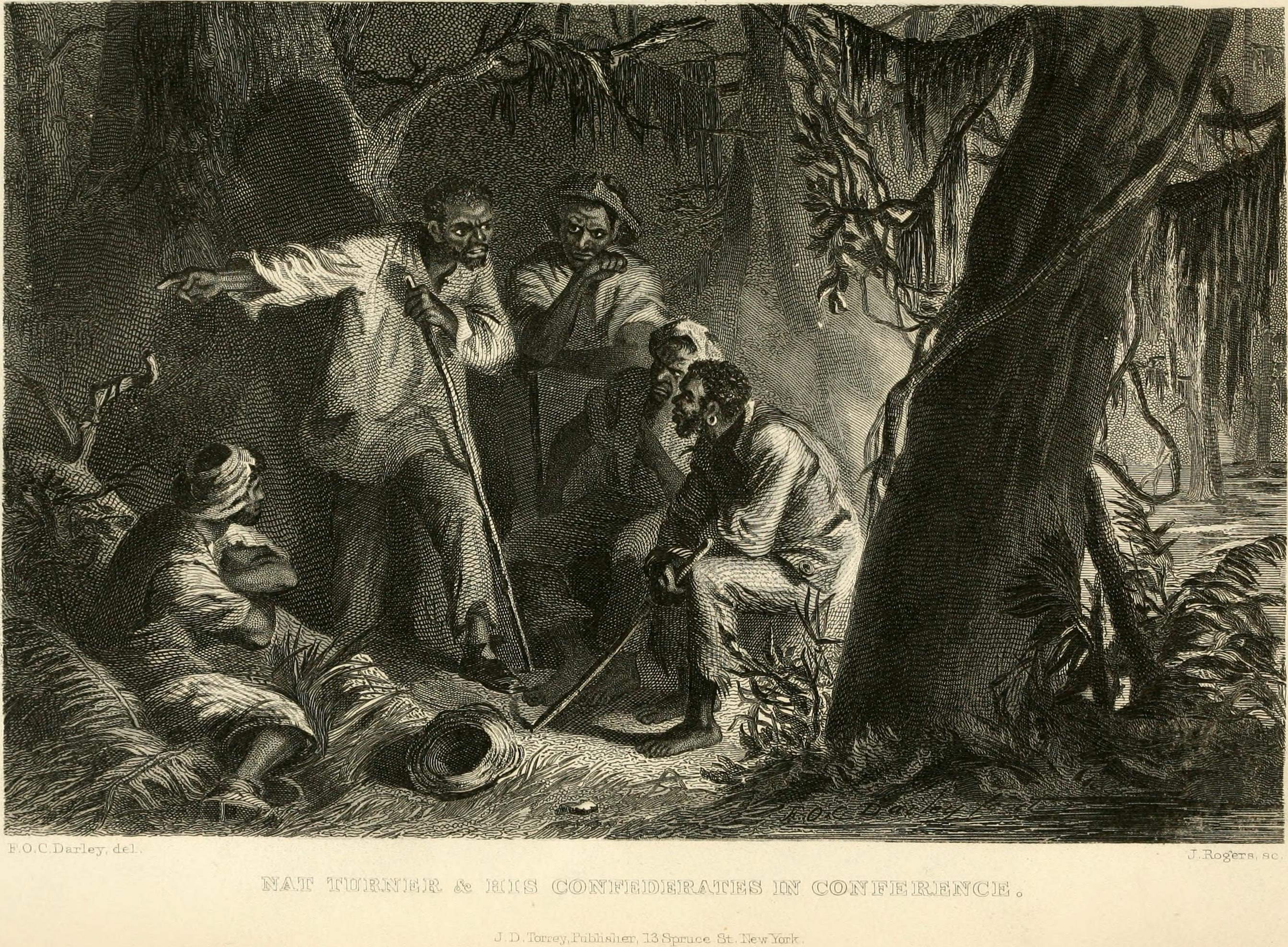
Совещание восставших; гравюра 1863 года.

Восстание Ната Тёрнера (англ. Nat Turner's Rebellion) или Саутгемптонское восстание —  крупнейшее восстание рабов, которое произошло в вирджинском округе Саутгемптон в августе 1831 года. Под влиянием проповедей чернокожего проповедника Ната Тёрнера несколько рабов взбунтовались и убили 55 или 65 белых. Через несколько дней, 23 августа, восстание было подавлено на территории плантации Бельмонт. Сам Тёрнер сумел сбежать и около 30 дней прятался на болотах, после чего был пойман и казнён.
Восстание повергло в страх всё население штата, ополчение и неорганизованные толпы убили почти 120 рабов в виде мести за произошедшее. Суд приговорил 56 рабов, включая Тёрнера, к смертной казни. Поскольку Тёрнер умел читать и был проповедником, то Законодательные собрания южных штатов приняли закон, запрещающий давать образование рабам и свободным неграм, ужесточили условия освобождения чернокожих, и потребовали обязательного присутствия белых на всех церковных службах. 
Лонни Банч, директор Национального музея афроамериканской истории называл восстание Ната Тёрнера самым выдающимся восстанием в американской истории.

## См. так же.
- Признания Ната Тёрнера

### Статьи
- John W. Cromwell. The Aftermath of Nat Turner's Insurrection (англ.) // The Journal of Negro History. — The University of Chicago Press, 1920. — Vol. 5, iss. 2. — P. 208-234. — doi:10.2307/2713592.